# 지영진
지영진(池榮璡, 1898년 12월 8일 경남 양산 ~ 1972년 2월 22일)은 관료, 기업인 출신으로 대한민국의 제3,4대 국회의원을 지냈다.

## 약력
- 경성 보성고등보통학교 졸업
- 양산면 면장
- 양산군 군수
- 양산금융조합 조합장
- 건국준비위원회 양산군 위원장
- 한국도기주식회사 사장
- 자유당 중앙위원
- 자유당 양산군당 위원장

## 역대 선거 결과
|  | 40.61% |

|  | 43.22% |

|  | 0% |